# Hygrophila
Hygrophila är ett släkte av akantusväxter. Hygrophila ingår i familjen akantusväxter.

## Bildgalleri

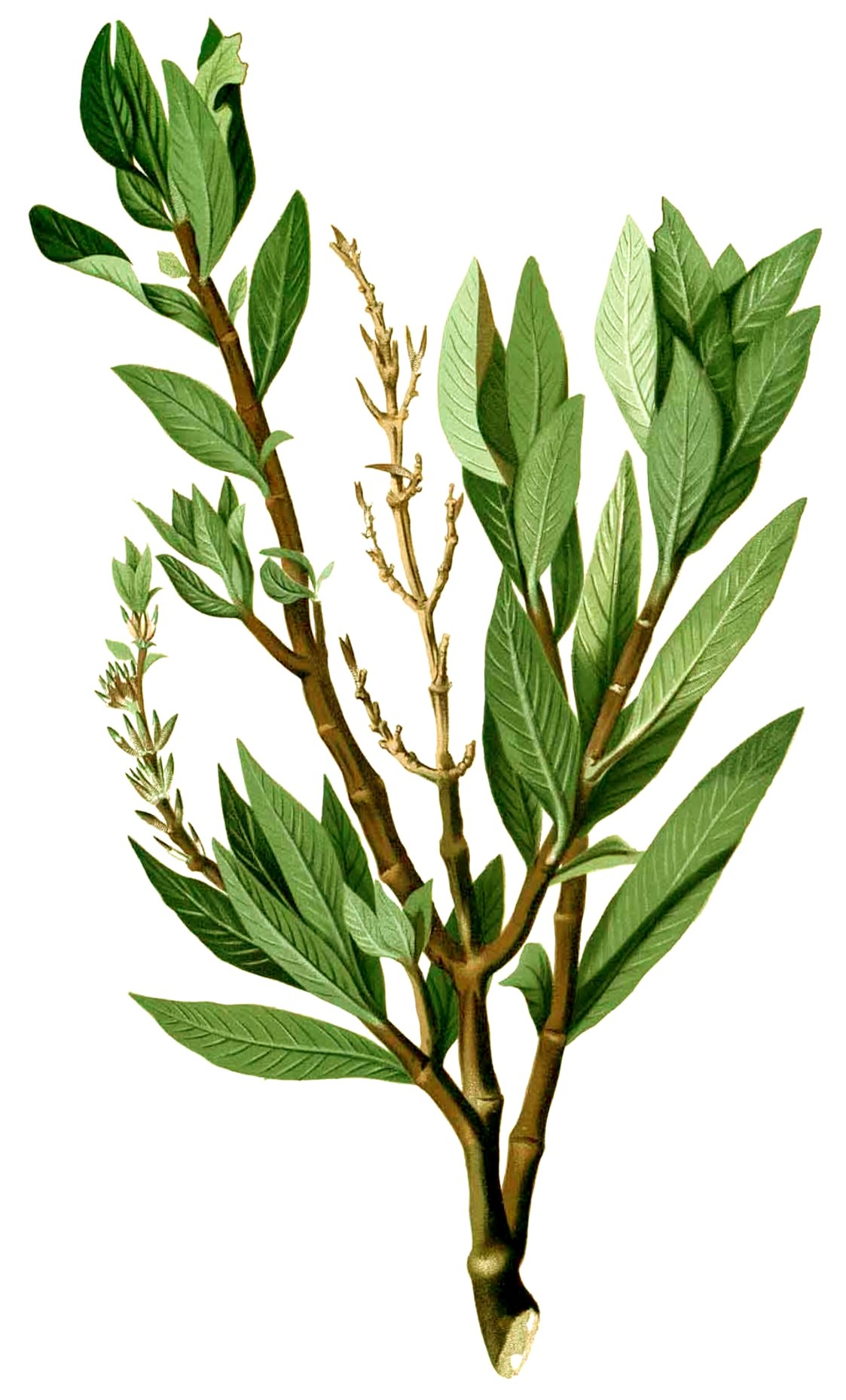
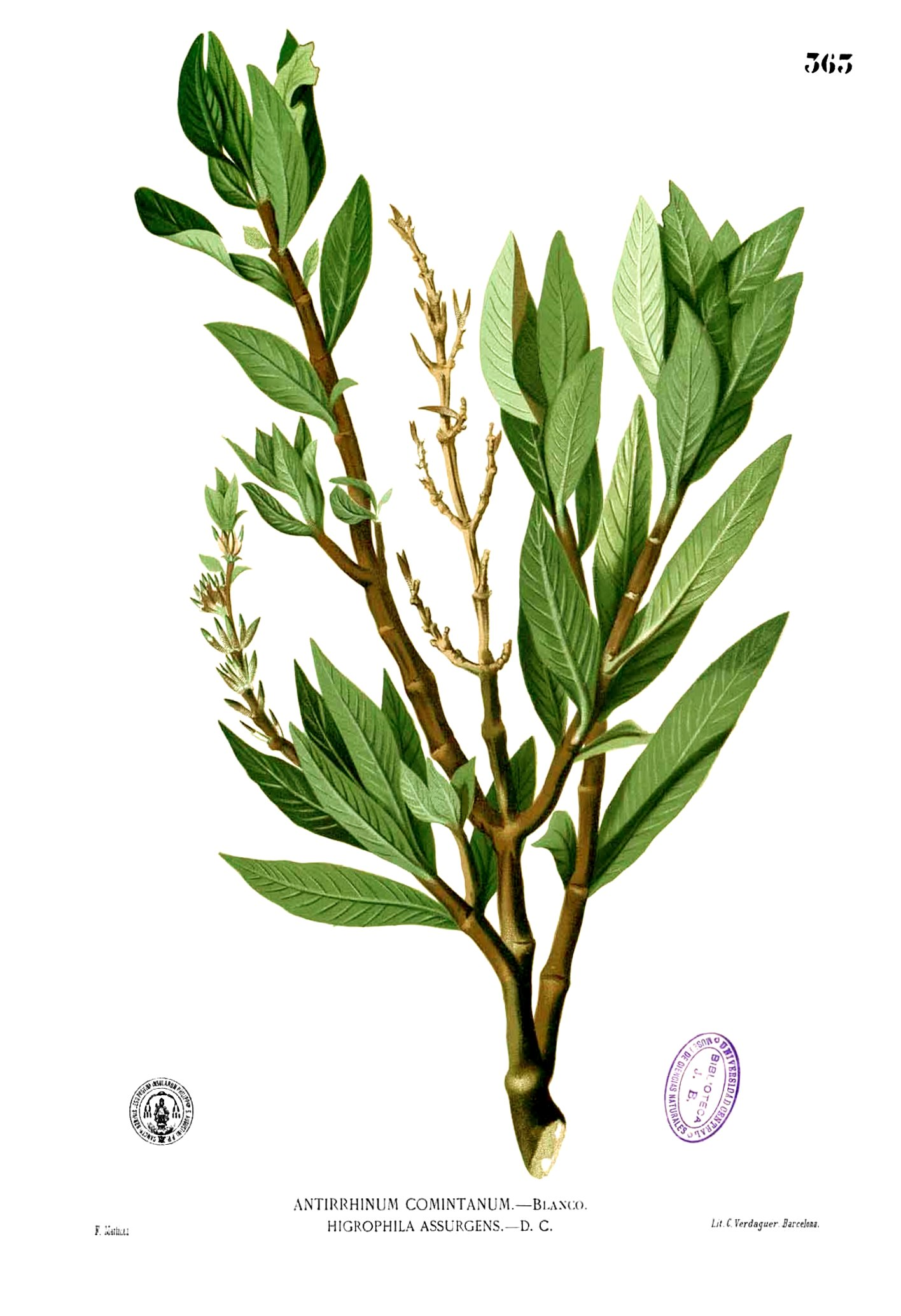
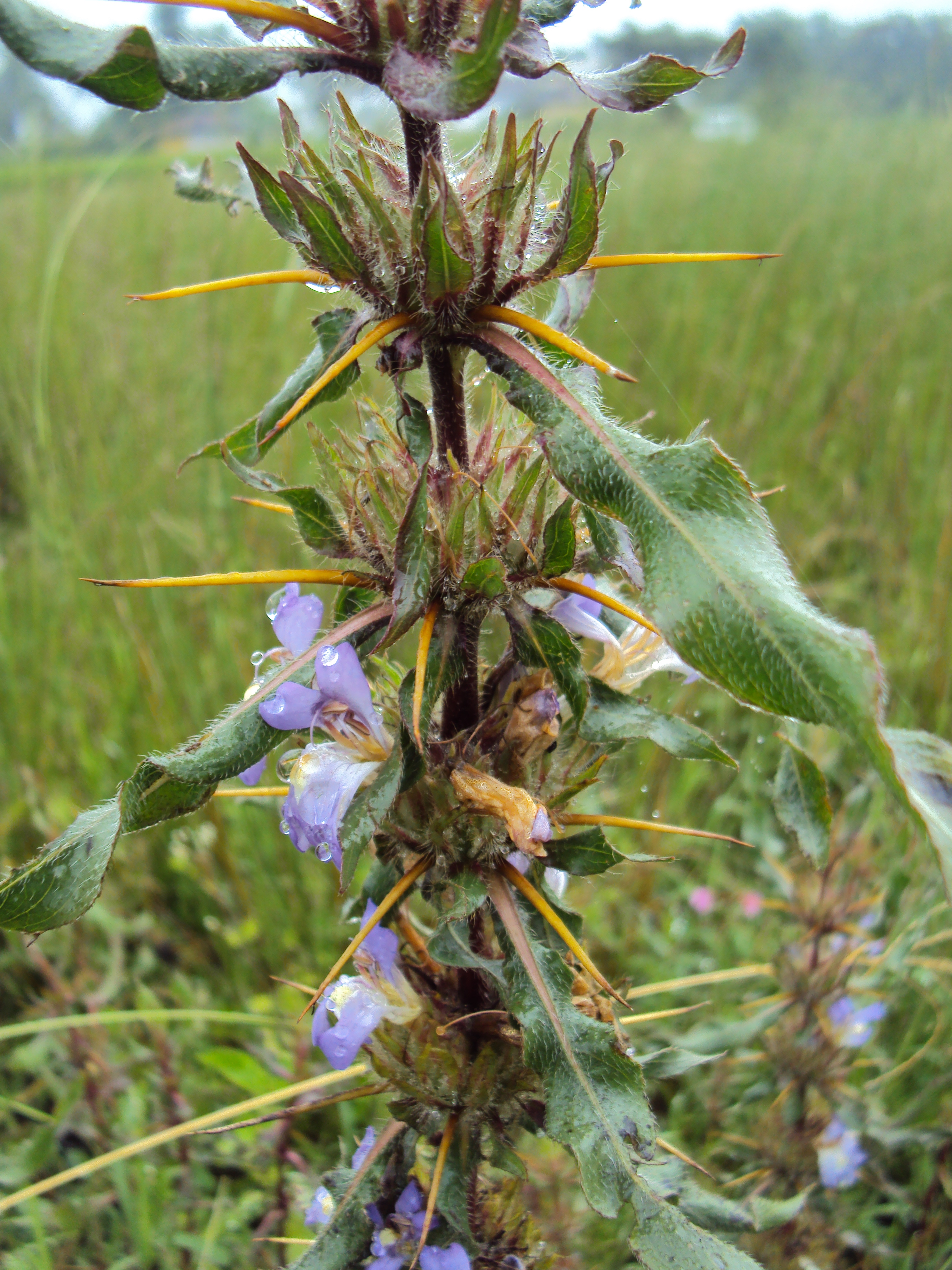
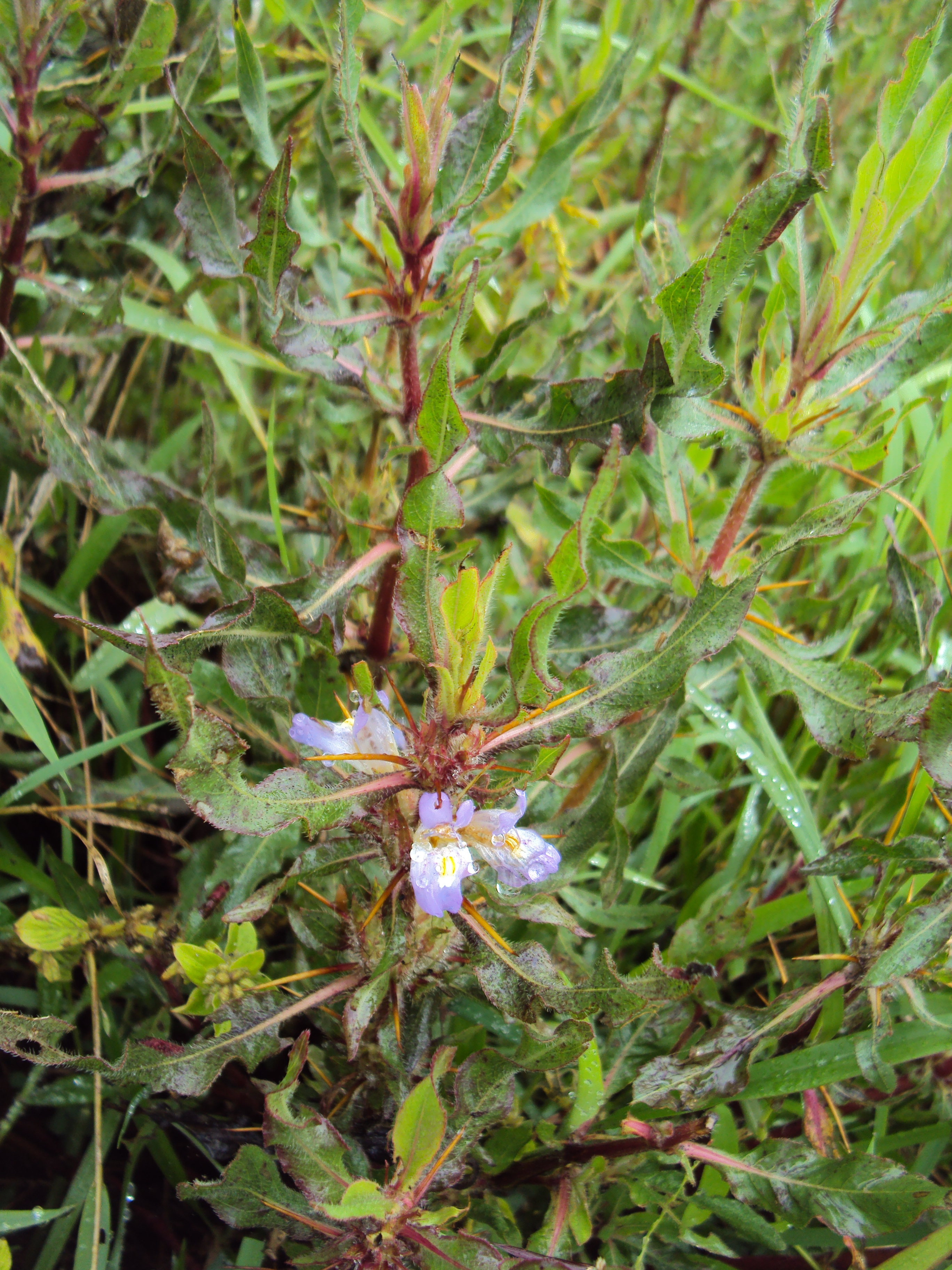
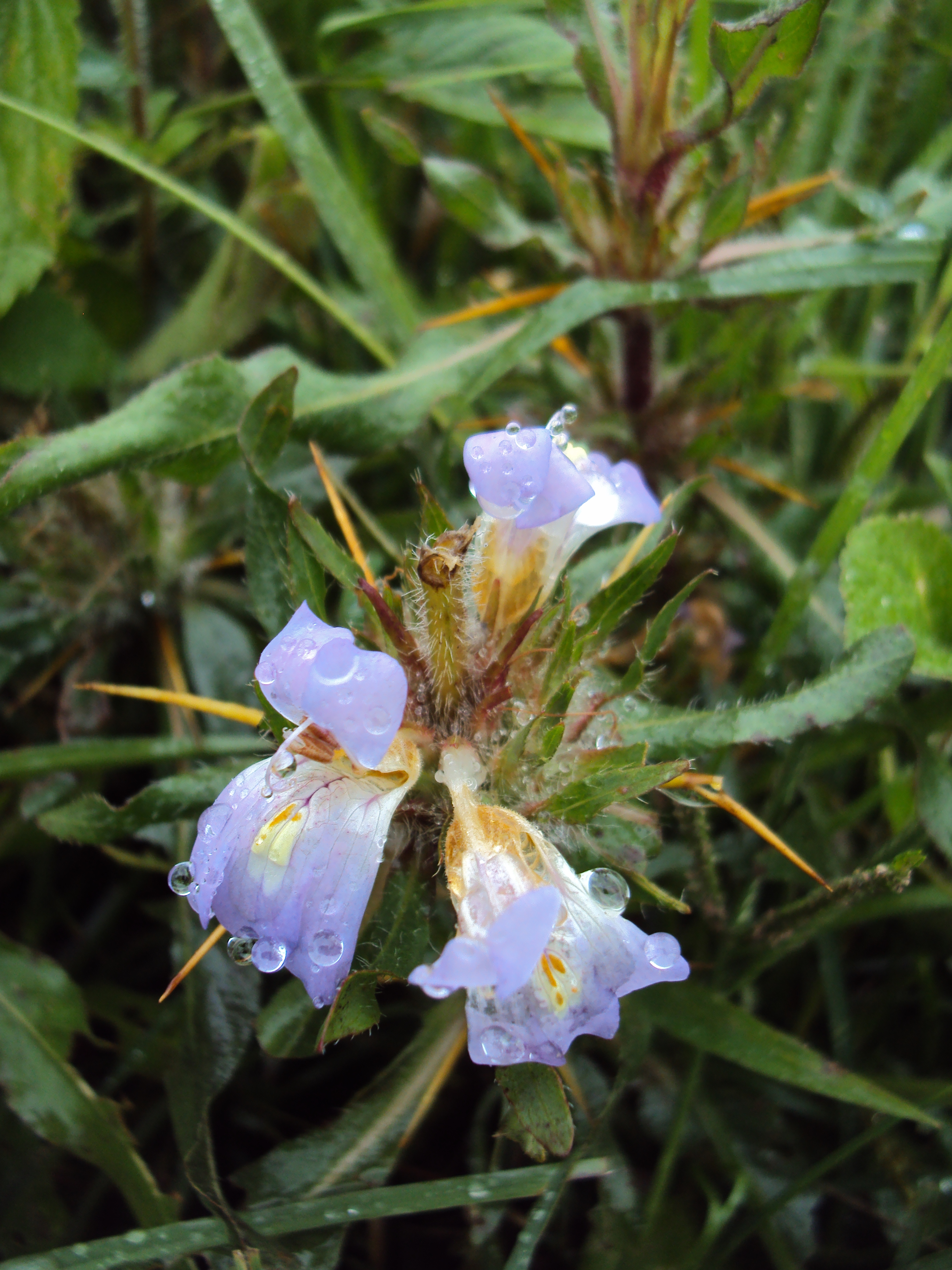
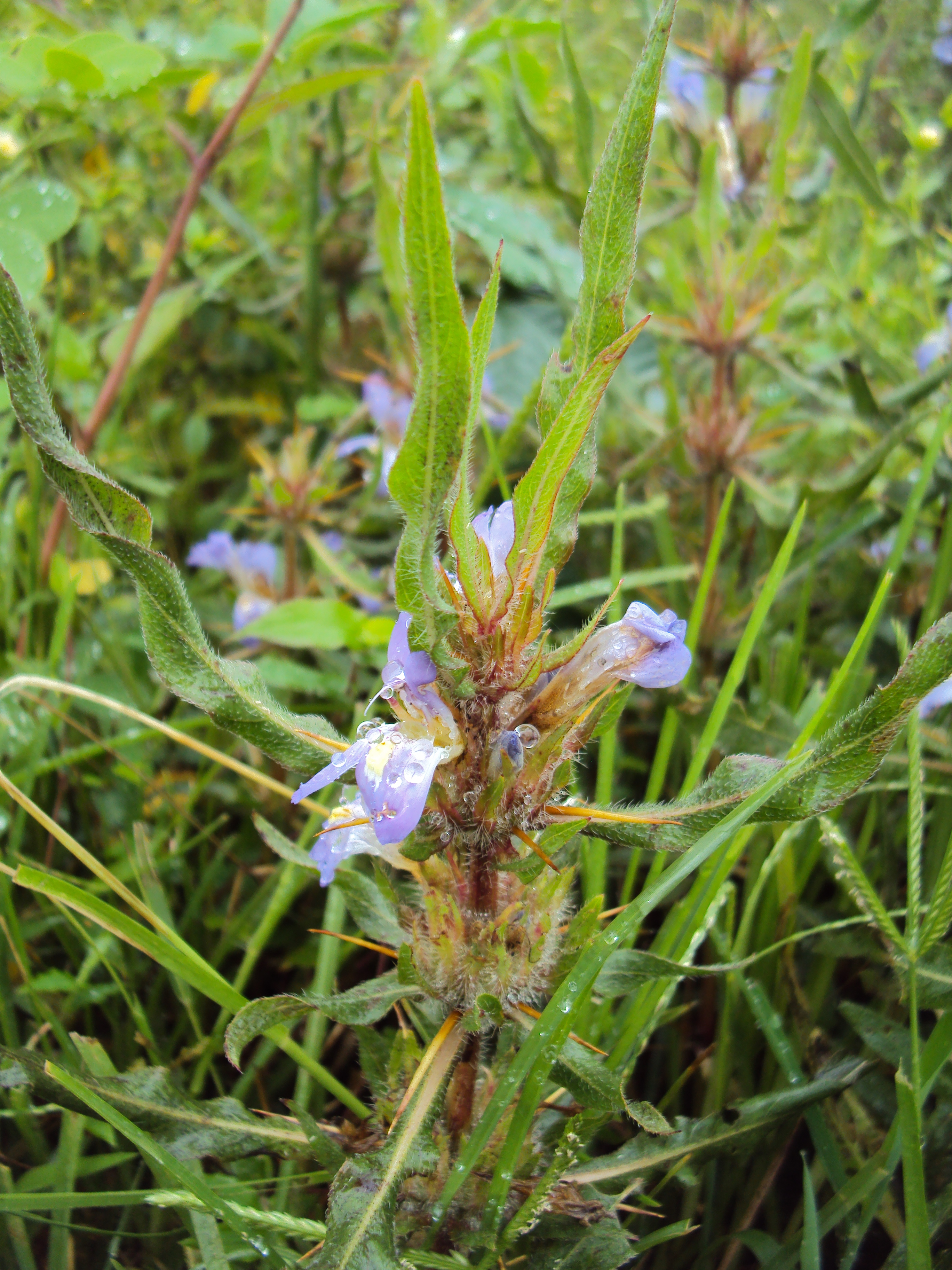

## Dottertaxa tillHygrophila, i alfabetisk ordning[2]
- Hygrophila abyssinica
- Hygrophila africana
- Hygrophila albobracteata
- Hygrophila anisocalyx
- Hygrophila anomala
- Hygrophila asteracanthoides
- Hygrophila avana
- Hygrophila balsamica
- Hygrophila barbata
- Hygrophila baronii
- Hygrophila bengalensis
- Hygrophila biplicata
- Hygrophila borellii
- Hygrophila brevituba
- Hygrophila caerulea
- Hygrophila cataractae
- Hygrophila chevalieri
- Hygrophila ciliata
- Hygrophila ciliibractea
- Hygrophila corymbosa
- Hygrophila costata
- Hygrophila didynama
- Hygrophila episcopalis
- Hygrophila erecta
- Hygrophila floribunda
- Hygrophila glandulifera
- Hygrophila gossweileri
- Hygrophila gracillima
- Hygrophila griffithii
- Hygrophila heinei
- Hygrophila hippuroides
- Hygrophila hirsuta
- Hygrophila humistrata
- Hygrophila incana
- Hygrophila intermedia
- Hygrophila lacustris
- Hygrophila laevis
- Hygrophila limnophiloides
- Hygrophila linearis
- Hygrophila madurensis
- Hygrophila mediatrix
- Hygrophila megalantha
- Hygrophila meianthus
- Hygrophila micrantha
- Hygrophila modesta
- Hygrophila mutica
- Hygrophila niokoloensis
- Hygrophila oblongifolia
- Hygrophila odora
- Hygrophila okavangensis
- Hygrophila origanoides
- Hygrophila palmensis
- Hygrophila paraibana
- Hygrophila parishii
- Hygrophila perrieri
- Hygrophila petiolata
- Hygrophila phlomoides
- Hygrophila pilosa
- Hygrophila pinnatifida
- Hygrophila pobeguinii
- Hygrophila pogonocalyx
- Hygrophila polysperma
- Hygrophila pseudopolysperma
- Hygrophila pusilla
- Hygrophila radicans
- Hygrophila richardsiae
- Hygrophila ringens
- Hygrophila salicifolia
- Hygrophila sandwithii
- Hygrophila schulli
- Hygrophila serpyllum
- Hygrophila spiciformis
- Hygrophila stagnalis
- Hygrophila stocksii
- Hygrophila stricta
- Hygrophila subsessilis
- Hygrophila surinamensis
- Hygrophila triflora
- Hygrophila tyttha
- Hygrophila uliginosa
- Hygrophila urquiolae
- Hygrophila velata